# Siergiej Krianin
Siergiej Michajłowicz Krianin (ros. Сергей Михайлович Крянин, ur. 9 lutego 1971 w Wotkińsku) – rosyjski biegacz narciarski, brązowy medalista mistrzostw świta.

## Kariera
Po raz pierwszy na arenie międzynarodowej pojawił się w 1991 roku, startując na mistrzostwach świata juniorów w Reit im Winkl. Wywalczył tam srebrny medal w sztafecie, a na dystansie 30 km stylem dowolnym był dziewiąty.
Jego olimpijskim debiutem były igrzyska w Nagano w 1998 roku. W swoim najlepszym starcie, w biegu pościgowym 10+15 km zajął 25. miejsce. Ponadto wspólnie z Władimirem Legotinem, Aleksiejem Prokurorowem i Siergiejem Czepikowem zajął piąte miejsce w sztafecie 4 × 10 km. Cztery lata później, podczas igrzysk olimpijskich w Salt Lake City jego najlepszym wynikiem było ósme miejsce w biegu na 30 km techniką dowolną.
W 1999 roku wystartował na mistrzostwach świata w Ramsau zajmując 10. miejsce w biegu na 30 km stylem dowolnym. Swój największym sukces osiągnął podczas mistrzostw świata w Lahti zdobywając brązowy medal w biegu na 50 km stylem dowolnym. W biegu tym uległ jedynie zwycięzcy Johannowi Mühleggowi z Hiszpanii oraz drugiemu na mecie René Sommerfeldtowi z Niemiec. Dwa lata później, na mistrzostwach świata w Val di Fiemme jego najlepszym wynikiem było 21. miejsce w biegu łączonym na 20 km.
Najlepsze wyniki w Pucharze Świata uzyskał w sezonie 1998/1999, kiedy to zajął 41. miejsce w klasyfikacji generalnej. W 2001 roku został mistrzem Rosji w biegu na 50 km.

## Osiągnięcia

### Igrzyska olimpijskie
| Miejsce | Dzień     | Rok  | Miejscowość    | Konkurencja             | Czas biegu | Strata   | Zwycięzca          |
| ------- | --------- | ---- | -------------- | ----------------------- | ---------- | -------- | ------------------ |
| 42.     | 12 lutego | 1998 | Nagano         | 10 km stylem klasycznym | 27:24,5    | +2:38,7  | Bjørn Dæhlie       |
| 25.     | 14 lutego | 1998 | Nagano         | 10+15 km pościgowy      | 1:07:01,7  | +3:31,7  | Thomas Alsgaard    |
| 5.      | 17 lutego | 1998 | Nagano         | Sztafeta 4 × 10 km      | 1:40:55,7  | +1:43,8  | Norwegia           |
| 8.      | 9 lutego  | 2002 | Salt Lake City | 30 km stylem dowolnym   | 1:11:31,0  | +1:21,0  | Christian Hoffmann |
| 24.     | 23 lutego | 2002 | Salt Lake City | 50 km st. klasycznym    | 2:06:20,8  | +10:39,0 | Michaił Iwanow     |

### Mistrzostwa świata
| Miejsce | Dzień     | Rok  | Miejscowość   | Konkurencja            | Czas biegu | Strata  | Zwycięzca        |
| ------- | --------- | ---- | ------------- | ---------------------- | ---------- | ------- | ---------------- |
| 10.     | 19 lutego | 1999 | Ramsau        | 30 km stylem dowolnym  | 1:15:26,2  | +2:47,2 | Mika Myllylä     |
| 7.      | 26 lutego | 1999 | Ramsau        | Sztafeta 4 × 10 km     | 1:35:07,5  | +2:58,1 | Austria          |
| 44.     | 21 lutego | 2001 | Lahti         | Sprint stylem dowolnym | 3:14,1     | -       | Tor Arne Hetland |
| 3.      | 25 lutego | 2001 | Lahti         | 50 km stylem dowolnym  | 2:05:27,2  | +2:01,2 | Johann Mühlegg   |
| 21.     | 23 lutego | 2003 | Val di Fiemme | 2 × 10 km łączony      | 47:42,3    | +44,0   | Per Elofsson     |
| 35.     | 1 marca   | 2003 | Val di Fiemme | 50 km stylem dowolnym  | 1:54:25,3  | +5:03,1 | Martin Koukal    |

### Mistrzostwa świata juniorów
| Miejsce | Dzień    | Rok  | Miejscowość   | Konkurencja           | Wynik     | Strata  | Zwycięzca       |
| ------- | -------- | ---- | ------------- | --------------------- | --------- | ------- | --------------- |
| 9.      | 8 marca  | 1991 | Reit im Winkl | 30 km stylem dowolnym | 1:25:35,9 | +4:43,5 | Thomas Alsgaard |
| 2.      | 10 marca | 1991 | Reit im Winkl | Sztafeta 4 × 10 km    | 1:40:45,0 | +0,7    | Norwegia        |

### Puchar Świata

#### Miejsca w klasyfikacji generalnej
- sezon 1995/1996: 71.
- sezon 1997/1998: 58.
- sezon 1998/1999: 41.
- sezon 1999/2000: 106.
- sezon 2000/2001: 56.
- sezon 2001/2002: 135.
- sezon 2002/2003: 112.

#### Miejsca na podium
Krianin nigdy nie stawał na podium zawodów Pucharu Świata.